# Pořešín (hrad)
Pořešín je zřícenina hradu asi čtyři kilometry severně od Kaplice v okrese Český Krumlov v Jihočeském kraji. Nachází se jihovýchodně od stejnojmenné vesnice na skalním ostrohu nad levým břehem Malše v nadmořské výšce 525 m. Od roku 1963 je hrad chráněn jako kulturní památka ČR. Hrad Pořešín byl zařazen mezi zastavení na česko-rakouské stezce po hradech a zámcích, nazvané Zemská cesta.

## Historie
Hrad založili na přelomu třináctého a čtrnáctého století příslušníci rodu Bavorů ze Strakonic jako správní centrum svých vzdálenějších majetků. Pravděpodobným zakladatelem byl Bavor III. ze Strakonic. První písemná zmínka pochází z roku 1312, kdy dosavadního purkrabího Jana z Vracova vystřídal jakýsi Vojtěch. Již v roce 1317 však Bavorové Pořešín vyměnili za Vitějovice a noví majitelé začali používat přídomek z Pořešína. Působili především ve službách Rožmberků, ale Markvart z Pořešína zastával ve druhé polovině čtrnáctého století významné zemské úřady.

Pořešín na kresbě F. A. Hebera z roku 1844

Markvartovi synové se věnovali církevní dráze, a panství tedy před rokem 1408 zdědil jeho nezletilý vnuk Markvart II. z Pořešína. Ten však v roce 1418 zemřel dva roky po dosažení plnoletosti a hrad zřejmě ovládl jeho bývalý poručník Hroch z Maršovic. V roce 1423 se pokusil Jan Žižka dobýt hrad zradou, ale neuspěl. Později hrad obsadil Oldřich z Rožmberka a po smrti bratrů z Maršovic mu v roce 1434 císař Zikmund postoupil své odúmrtní právo. Oldřich pořešínské panství připojil k Novým Hradům, a zdejší hrad nechal jako nepotřebný pobořit.
O pořešínské panství se potom ještě soudil Jan z Křemže, příbuzný Markvarta z Pořešína. Přestože byl v roce 1439 zajat, a po několika letech popraven Oldřichem z Rožmberka, trvaly soudní spory až do šedesátých let patnáctého století. Podle archeologických nálezů byl hradní palác v blíže neznámé době po opuštění hradu využíván k bydlení.
O hrad pečuje sdružení Hrady na Malši, které provádí zabezpečovací práce, archeologický výzkum a snaží se místo oživit různými kulturními akcemi. V budově před hradním areálem bylo sdružením zřízeno hradní muzeum s hmotovou rekonstrukcí hradu z doby před jeho zánikem. Pohled na hradní komplex je částečně degradován novodobou srubovou stavbou umístěnou v areálu hradu mezi dvěma příkopy.

## Stavební podoba

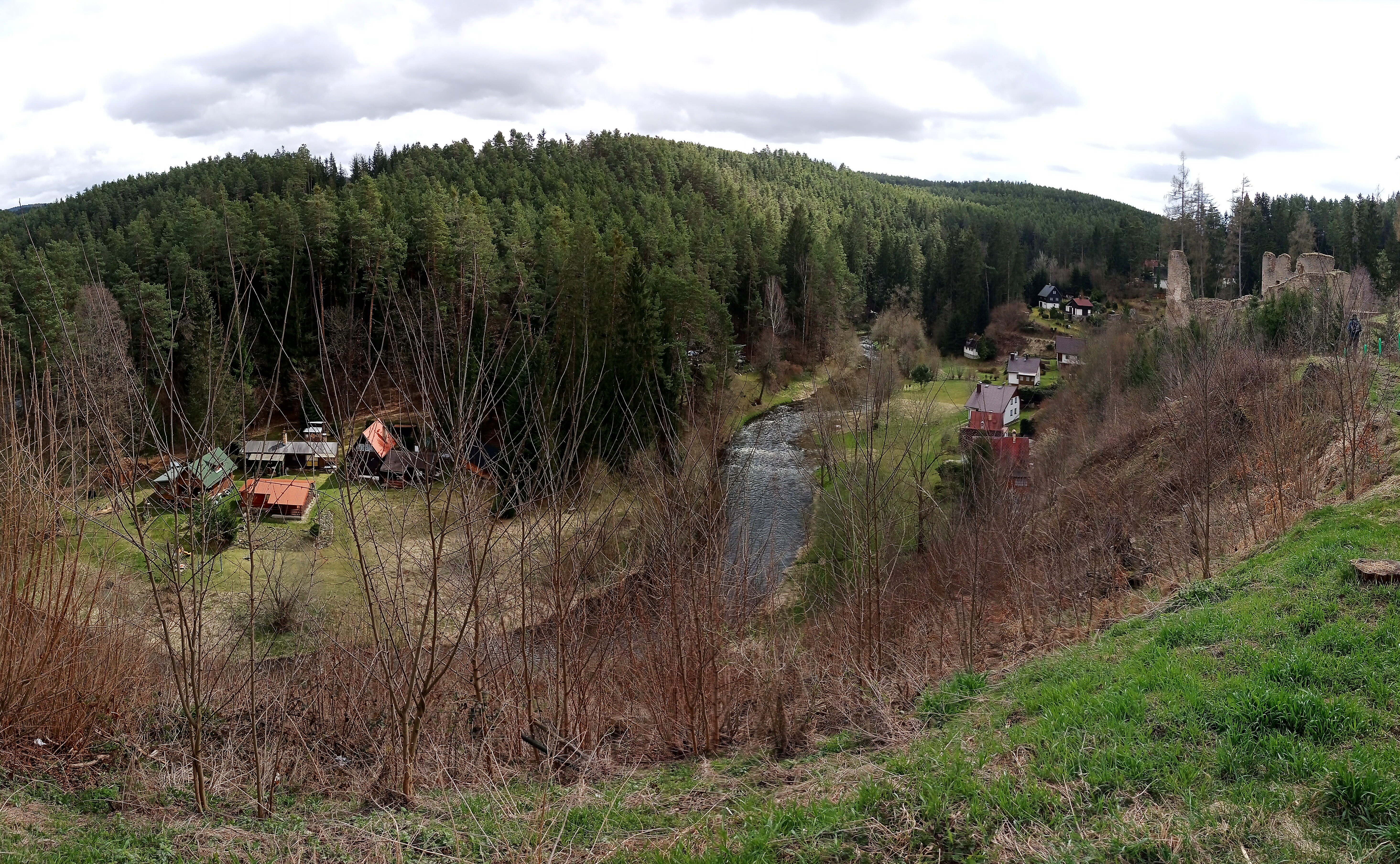
Hrad leží nad údolím řeky Malše

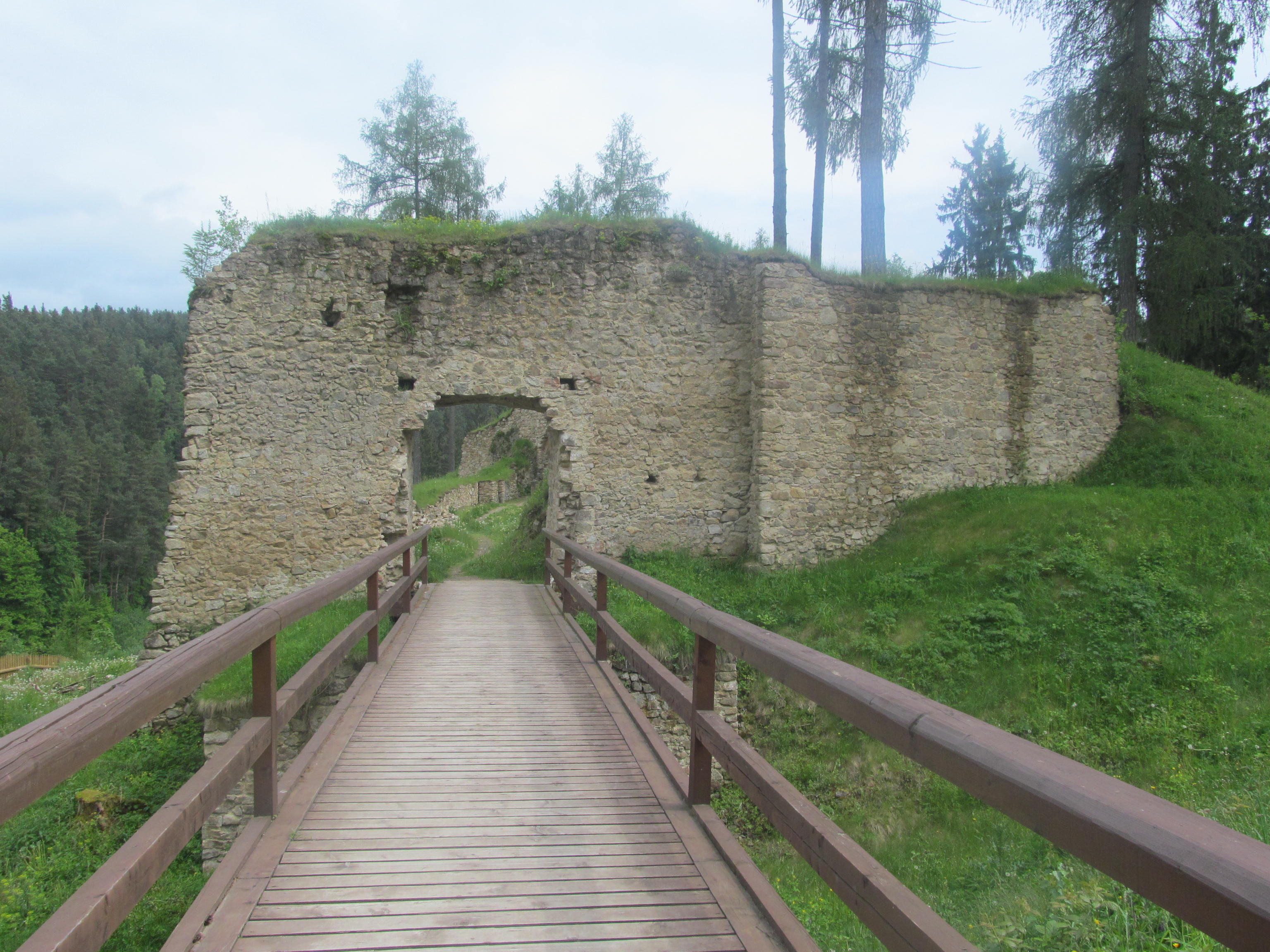
Druhá brána

Hrad ve své rané podobě patřil mezi hrady bergfritového typu. Původní hrad byl pravděpodobně dvoudílný a první předhradí vzniklo později v klidných poměrech čtrnáctého století, čemuž nasvědčuje malá šířka obvodové hradby. Do hradního jádra, kterému dominoval dvouprostorový palác a okrouhlý bergfrit, se vstupovalo kulisovou branou ve hradbě ukončené cimbuřím. Páni z Pořešína však potřebovali reprezentativnější sídlo, a přistoupili k rozsáhlé přestavbě. Její součástí bylo výrazné zvýšení obvodové hradby hradního jádra, která skryla podstatnou část velké věže, a od poloviny čtrnáctého století tak Pořešín patřil mezi hrady s plášťovou zdí.

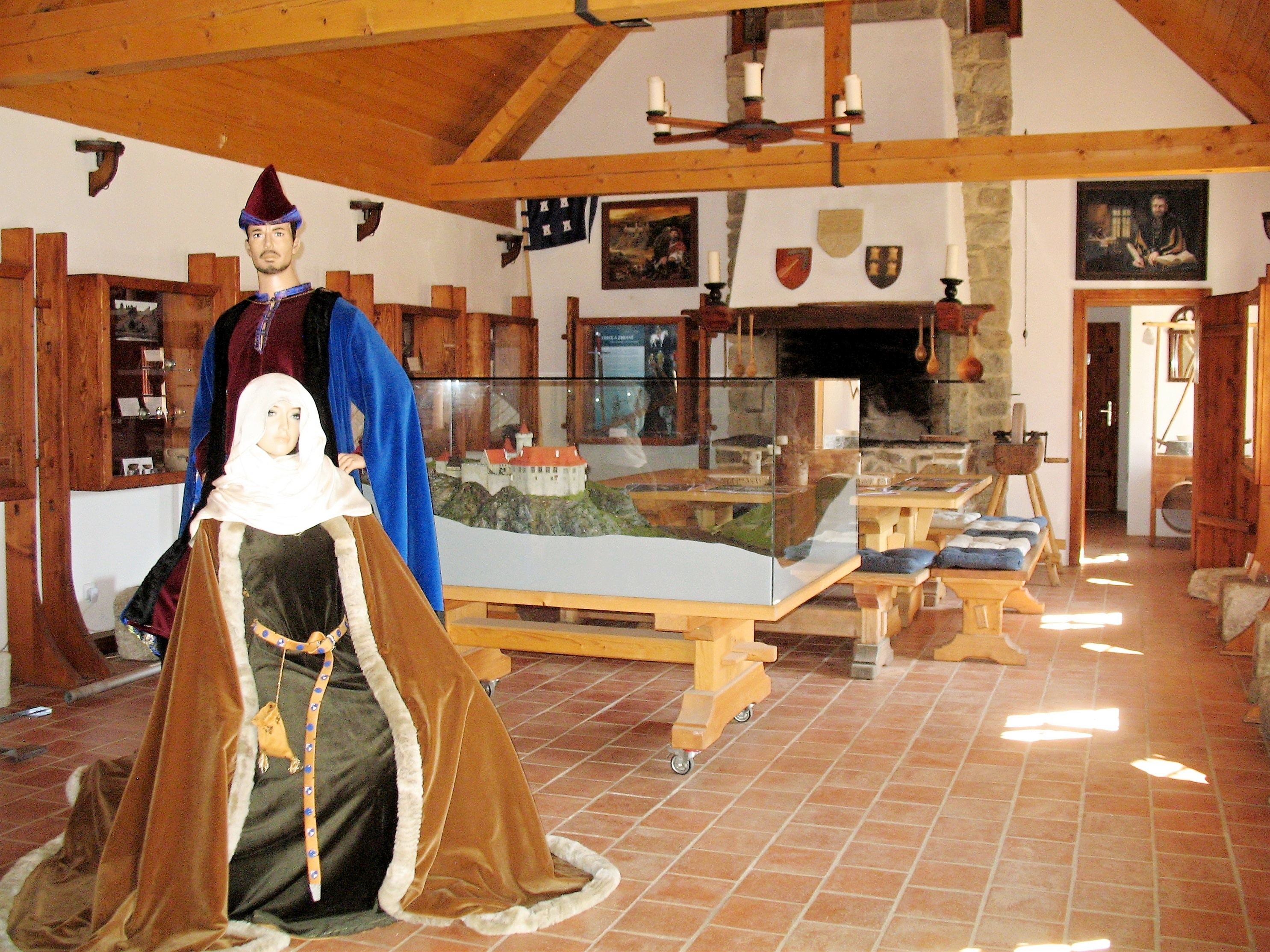
Expozice v hradním muzeu

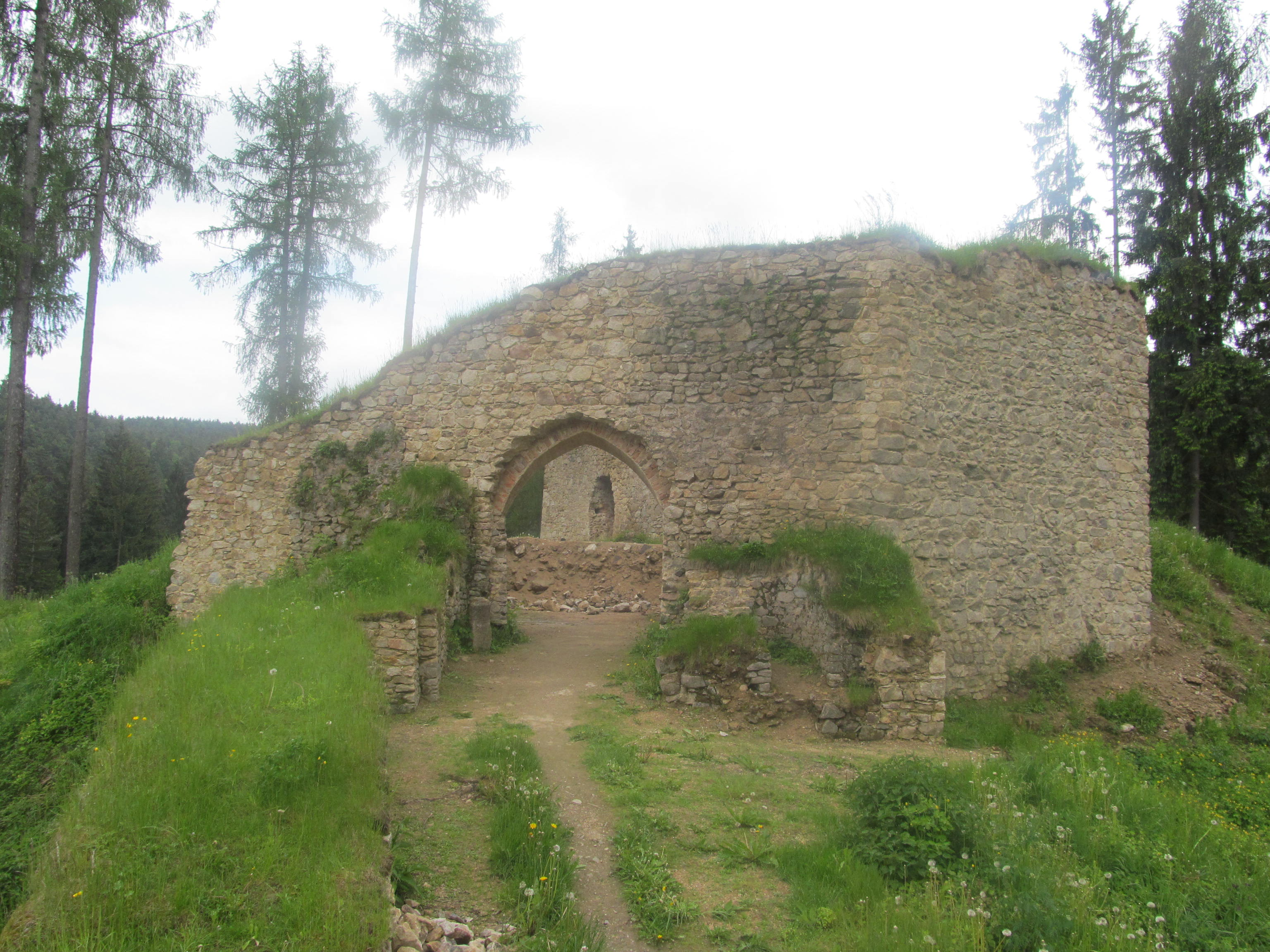
Třetí brána

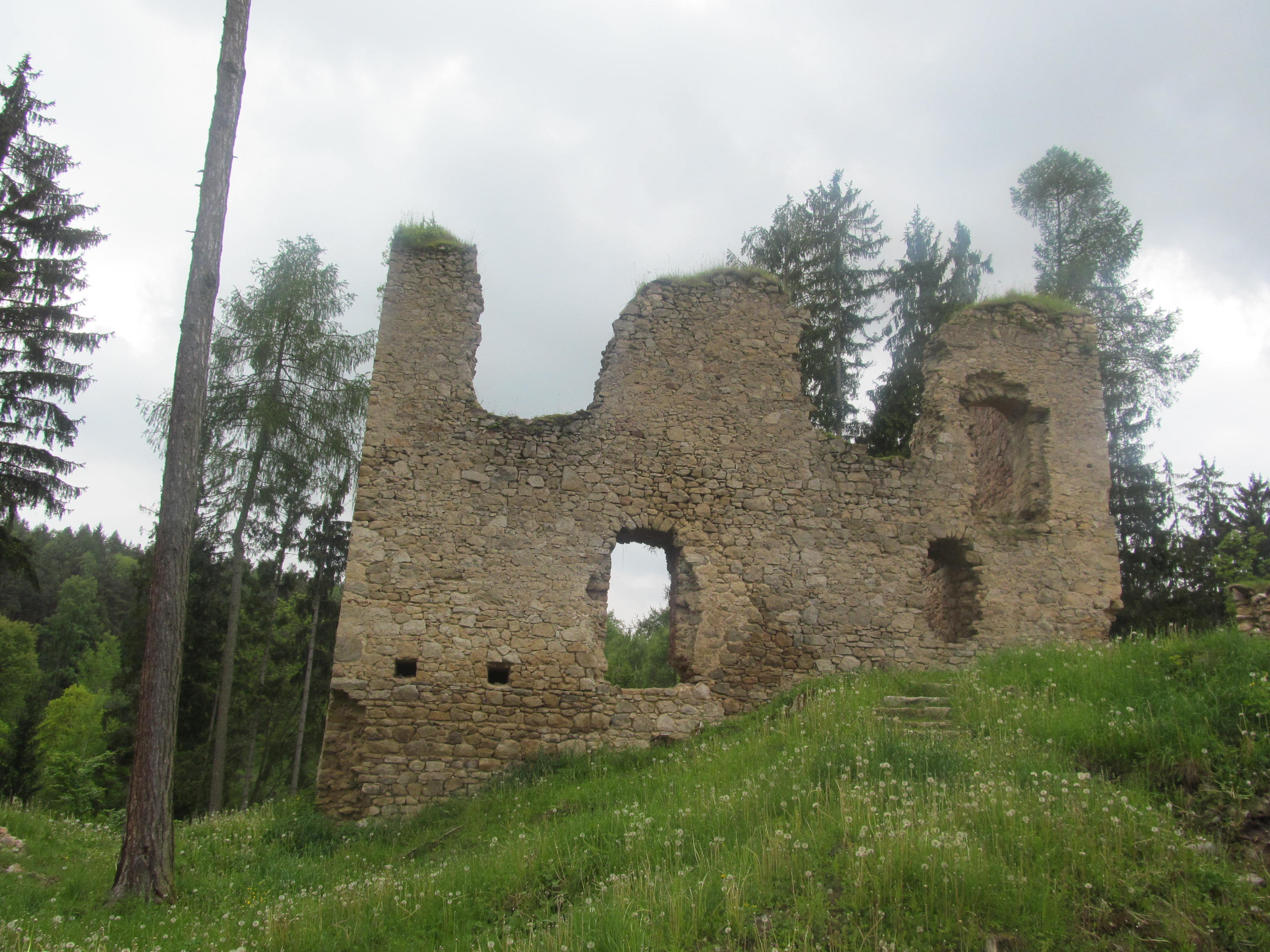
Vnější fasáda paláce

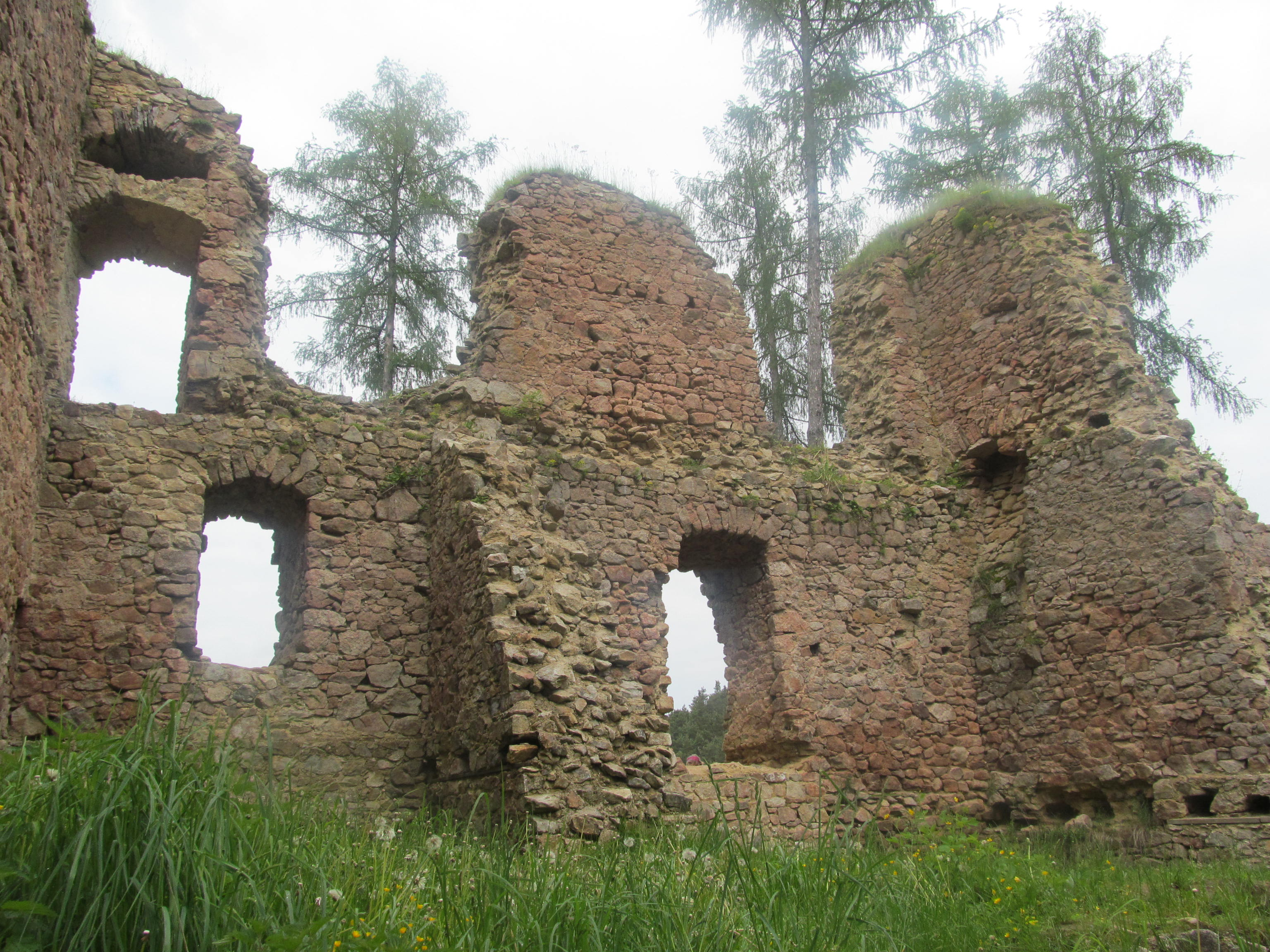
Interiér paláce (vpravo je krbový komín)

První předhradí mělo lichoběžníkový půdorys a jeho čelo zajišťoval příkop. Podél jihozápadní strany stála budova, ze které se dochovaly zbytky obvodového zdiva. Později byla zvětšena o věžovitou přístavbu, v jejímž prvním patře byla dřevěnou vestavbou zateplená místnost. Čelní a druhou boční stranu předhradí vymezovala slabá hradba s kulisovou bránou v těsném sousedství zmiňované budovy.
Druhý příkop odděloval druhé předhradí, které obepínal také na severní straně, kde navazoval na třetí příkop před hradním jádrem. Zástavbu druhého předhradí neznáme. Nejlépe se v něm dochoval prostor druhé brány. Nejprve byla pouze kulisová, ale později ji zpevnili přístavbou masivní branské věže vybavené kolébkovým padacím mostem, jehož zadní část při zdvižení mostu odkryla tzv. vlčí jámu. Později byl kolébkový most zrušen a nahrazen mostem běžné konstrukce.
V hradním jádře byla zvýšena obvodová hradba. To však vedlo ke statickým poruchám, které si vyžádaly opravy a stavbu opěrného pilíře na severní straně. V prostoru třetí brány byla hradba zcela zbořena a posunuta směrem do příkopu. Před bránou se nacházelo malé předbraní. Řešení vstupu prošlo několika úpravami a v závěrečné fázi bránu tvořil velký portál s kolébkovým padacím mostem a malá branka pro pěší. Starý palác byl rozšířen směrem k jihovýchodu o nové křídlo s velkým sálem ve druhém patře. Nové křídlo bylo vybaveno prevétem. Vytápění zajišťovala kachlová kamna. Postupem času byl zastavěn téměř celý obvod jádra, ale s výjimkou paláce a úseků obvodové hradby se budovy nedochovaly. Podle nalezených střepů byly jejich střechy kryty prejzy.

## Přístup
Zřícenina hradu je přístupná v návštěvních hodinách od dubna do října. Okolo vede modře značená turistická trasa z Kaplice do Římova a zeleně značená trasa z Pořešína na Kohout.